# 釋曉雲
釋曉雲（1912年—2004年10月15日），廣東南海人，俗名游雲山，字青峰。中華民國佛教天台宗比丘尼，學術僧人，創辦了華梵大學。

## 生平
曉雲法師畢業於香港麗精美術學院及南中美術研究所，早年從事文學美術研究，繼而師事嶺南畫祖高劍父先生，有「嶺南女畫傑」之雅譽，1935年（民國24年）創辦「文風韻苑」。對日抗戰期間於四川皈依昌圓老和尚，後負笈印度遊學四年，研究古印度文化及印度藝術，並任泰戈爾大學藝術學院客座教授，講授中國繪晝藝術。後前往台灣。1967年（民國56年），應台灣中國文化學院（今中國文化大學）之聘任，主講於哲學與藝術兩研究所，為永久教授，同時並任佛教文化研究所所長之職，期間創辦蓮華學佛園、華梵佛學研究所。於1958年（民國47年），依止天台宗第44代祖師倓虛大師出家，自此更由禪宗而鑽研潛修天台教觀與止觀。
1990年（民國79年），于臺北縣石碇鄉大崙山創辦華梵工學院，為中華民國佛教史上第一所佛教界創辦之社會大學；1993年（民國82年），華梵工學院更名為華梵人文科技學院，招收首屆「東方人文思想研究所」研究生和「中國文學系」學生，將人文與科技融合一爐；民國86年，華梵人文科技學院升格改制為華梵大學，學校理念為「覺之教育」，並以「人文與科技融匯，慈悲與智慧相生」為創校宗旨，「德智能仁」為校訓。
曉雲法師是教育家、藝術家、哲學家，也是中外馳名之般若禪行者；思想融合中國儒佛文化之內涵，著作等身。法師亦發願終身不建寺院，不任住持，矢志為佛教教育與社會教育奉獻心力，精研「覺之教育」，為佛學教育與藝術教育創造人間淨土以為終身志業之禪行者。1997年榮獲行政院頒贈行政院文化獎。
曉雲法師於2004年（民國93年）10月15日圓寂。2012年（民國101年）11月25日位於華梵大學的「曉雲法師紀念館」落成。

## 外部連結
- 嶺南畫派：曉雲法師 （页面存档备份，存于）
- 華梵學園：曉雲法師
- 華岡一段史，文大教授追思一代哲人曉雲法師往生週年 （页面存档备份，存于）
- 華梵大學
- 華梵大學天台宗網頁